# Bitka za Iwo Jimu
Bitka za Iwo Jimu je bila žestoka bitka za otočić Iwo Jimu (jap: Iōjima, što znači sumporni otok), koji je administrativno pripadao Tokiju.

## Povijest bitke
Nakon teškog poraza kod Marijanskog otočja, Japanci su počeli pripremati obrambene fortifikacije na Iwo Jimi. Zapovjednik obrane od srpnja 1944. bio je general Tadamiči Kuribajaši, sposoban ratnik koji je bio dobro upoznat sa snagom i slabostima vojske SAD-a. Kuribajaši se odlučio suprotstaviti američkom napadu lukavo izgrađenim sustavom tunela i bunkera, koji su branili odlučni japanski borci. Japanci su očekivali američku invaziju na Iwo Jimu već u ljeto 1944., no američki prodor usmjerio se na Filipine. To je omogućilo japanskoj mornarici da dopremi dodatni ratni materijal i pojačanja u ljudstvu. Japanski vojnici i mornari mjesecima su kopali tunele i proširivali postojeće spilje. Američke podmornice potopile su dio brodova koji su opskrbljivali Iwo Jimu, no nisu uspjele značajno zaustaviti dopremu dodatnih vojnika, streljiva i naoružanja.
Dana 19. veljače 1945. godine Amerikanci su započeli invaziju na ovaj maleni otok s ciljem da osiguraju sletne staze za svoje velike bombardere B-29, kojima su razarali japanske gradove. Elitnim američkim postrojbama, marincima, zapovijedao je iskusni general Holland M. Smith. Američko ratno zrakoplovstvo je od kasne jeseni 1944. vršilo žestoka bombardiranja, ali više stotina tona bombi nije polučilo rezultate kakve su očekivali američki stratezi. Prema njihovim planovima, Iwo Jima je trebala biti osvojena za nešto više od tjedan dana. Na otoku nema pitke vode te je prilično na isturenom položaju od matičnog japanskog otočja. Uz uobičajenu američku premoć u ratnom materijalu to je, kako su pretpostavljali američki časnici, trebalo uvelike olakšati osvajanje otoka.
Umjesto brze pobjede, američki su vojnici naišli na žestok otpor japanskih postrojbi. Na otoku je bilo ukopano 16.000 pripadnika japanske kopnene vojske te 5.000 pripadnika mornarice, spremnih da se bore do smrti. General Kuribajaši naredio je svojim ljudima da nanesu neprijatelju što veće gubitke prije vlastite pogibije. Već prvog dana invazije američki marinci pretrpjeli su teške gubitke od dobro skrivenog japanskog topništva, minobacača i strojničke paljbe iz bunkera. Američki tenkovi teško su manevrirali u vulkanskom nanosu pa su marinci morali uništavati japanske bunkere riskantnim jurišima pješaštva. Intenzitet borbi je bio toliki da su Amerikanci povremeno ostajali bez streljiva i goriva za bacače plamena. S druge strane, Japanci su morali štedjeti streljivo, jer nove zalihe nisu mogle stići na otok zbog američke zračno-pomorske blokade. Do kraja prvog dana invazije, Amerikanci su imali nekoliko tisuća ljudi izbačenih iz stroja, a na otok se uspjelo iskrcati oko 30.000 marinaca.
Dana 21. veljače japanski zrakoplovi izvršili su protuudar na američku invazijsku flotu. Kamikaze su uspjeli potopiti eskortni nosač zrakoplova Bismarck Sea i oštetiti nosač Saratogu, dok je još nekoliko brodova oštećeno.
Sljedećih se dana američko napredovanje usmjerilo na jug otoka, gdje je 23. veljače osvojen vulkan Suribaći. Marinci su dva puta postavljali zastavu na taj najviši vrh otoka, no bitka je bila daleko od završetka jer su marinci trebali zauzeti još dvije sletne staze u središnjem i sjevernom dijelu otoka. Na neravnom terenu Japanci su uspijevali još tjednima usporavati američko napredovanje i neprijatelju nanositi gubitke. 
Posljednji organizirani juriš japanski vojnici izvršili su u ranu zoru 26. ožujka 1945. godine, kada je 300 japanskih vojnika iznenadilo Amerikance u zrakoplovnom kampu. U višesatnoj ogorčenoj borbi Japanci su ubili i ranili oko 150 američkih vojnika, inženjeraca i pilota. Prema nekim verzijama, u tom jurišu je sudjelovao i general Kuribajaši, dok drugi smatraju da je počinio seppuku. Preostali su se preživjeli Japanci povukli u skrovite spilje.
Amerikancima je iscrpljujuća bitka uzrokovala teške gubitke, od gotovo 7000 poginulih i još 17.000 ranjenih. Samo se 1000 Japanaca predalo, neki i godinama nakon završetka rata.

## Fotografija postavljanja zastave na vulkanu Suribaći
Otok je najpoznatiji po fotografiji podizanja američke zastave na ugaslom vulkanu Suribachi, koju je 23. veljače 1945. godine snimio fotograf Joe Rosenthal. To je bila druga američka zastava koju su američki marinci podigli na toj uzvisini. Danas je to jedna od najpoznatijih ratnih fotografija, koja je osvojila Pulizerovu nagradu i vjerojatno najreproduciranija fotografija svih vremena. Zastavu znatno manjih dimenzija podigli su nešto prije teatralnog podizanja velike zastave. Neki od marinaca koji su je podizali poginuli su baš na Iwo Jimi. Ono što je manje poznato je to da su tijela poginulih Japanaca najvjerojatnije zakopana u temeljima sletnih staza za B-29, a dio njihovih lubanja i kosti postao je suvenirima američkih vojnika.

## Filmovi o bitki za Iwo Jimu
Osim dobro poznate američke fotografije postavljanja zastave na Suribaći, sjećanje na tu značajnu bitku očuvali su i neki igrani filmovi. Godine 1952. napravljen je film Pijesak Iwo Jime s glumcem Johnom Wayneom, kojeg su inače sami veterani prezirali jer nije sudjelovao u ratu kao vojnik.
Godine 2006. Clint Eastwood je režirao dva filma: Zastave naših očeva (koji obrađuje sudbine američkih vojnika) i Pisma s Iwo Jime (koji se bavi japanskom stranom). Također, bitka za Iwo Jimu pojavljuje se u zadnjoj epizodi serije Pacifik.

## Japansko pismo Rooseveltu
Kapetan korvete Takeđi Mase, najviši časnik u Ičimaruovu stožeru, pročitao je na Iwo Jimi tekst pisma što ga je admiral napisao za predsjednika Roosevelta. U tom pismu Ičimaru je optužio Roosevelta da je oklevetao Japan kad ga je nazvao žutom opasnošću, krvožednom nacijom, protoplazmom militarističke klike. Za rat nije odgovoran Japan, kriv je SAD. "Vaši čini razvidno pokazuju da pripadnici bijele rase, pogotovo vi Anglosaksonci, monopolizirate za sebe plodove svijeta na račun i na štetu pripadnika obojenih rasa... Zašto vaša nacija, koja cvate i koja je bogata, zatire u klici svaki pokušaj potlačenih nacija Istoka osloboditi se? Zahtijevamo od vas samo vratiti Istoku što pripada Istoku". Admiral je ujedno napisao kako mu ne ide u glavu da se Roosevelt usuđuje kritizirati Hitlerov program dok istodobno surađuje sa SSSR-om čiji je glavni cilj "socijalizacija svijeta". "Ako bude samo o gruboj i surovoj sili ovisilo tko će vladati svijetom, rat će se vući unedogled i nikada ne će doći do univerzalnoga mira, sreće i blagostanja. Kad jednom ostvarite svoje barbarsko gospodstvo nad svijetom, sjetite se jednoga svog prethodnika, predsjednika Wilsona, i neuspjeha što ga je doživio kad se našao na vrhuncu moći". Pismo je stavljeno u trbušni pojas jednog časnika službe veze, a engleski prijevod povjeren je kapetanu fregate Kunicu Akadi. Pola sata prije ponoći admiral Ičimaru i 60 preživjelih izišli su iz pećine u kojoj su ostavili gotovo 100 ranjenika. Pred izlazom iz pećine na njih se sručila uraganska vatra američkog topništva, minobacača i mitraljeza i pokosila ih kao snoplje. Preživjelo ih je 12, među njima i admiral Ičimaru. Oni će kasnije poginuti. Amerikanci su pronašli Ičimaruovo pismo. Njegov se izvornik danas nalazi u muzeju Vojnopomorske akademije američke ratne mornarice u Annapolisu.

## Poznati sudionici
- Josip Kršul, godine 2019. najstariji Hrvat[2]

## Vanjske poveznice
Sestrinski projekti
|  | Zajednički poslužitelj ima stranicu o temi Bitka za Iwo Jimu    |
|  | Zajednički poslužitelj ima još gradiva o temi Bitka za Iwo Jimu |